# Liste der Gemeinden im Département Indre-et-Loire

Lage des Départements Indre-et-Loire

Das Département Indre-et-Loire liegt in der Region Centre-Val de Loire in Frankreich. Es untergliedert sich in drei Arrondissements mit 272 Gemeinden (frz. communes) (Stand 1. Januar 2018).
| Code INSEE | PLZ          | Gemeinde                         | Einwohner (Stand 1. Januar 2022) | Fläche in km² | Einwohner je km² | Kanton seit 30. März 2015 Kanton bis 29. März 2015                                                                 | Arrondissement seit 2017 Arrondissement bis 2016 | Gemeindeverband                         |
| ---------- | ------------ | -------------------------------- | -------------------------------- | ------------- | ---------------- | --- | ------------------------------------------------ | --------------------------------------- |
| 37001      | 37160        | Abilly                           | 1125                             | 30,27         | 37               | Descartes | Loches                                           | Loches Sud Touraine                     |
| 37002      | 37340        | Ambillou                         | 1748                             | 48,85         | 36               | Langeais Château-la-Vallière                                                                                       | Chinon Tours                                     | Touraine Ouest Val de Loire             |
| 37003      | 37400        | Amboise                          | 13.132                           | 40,65         | 323              | Amboise | Loches Tours                                     | Val d’Amboise                           |
| 37004      | 37500        | Anché                            | 429                              | 7,99          | 54               | Sainte-Maure-de-Touraine L’Île-Bouchard                                                                            | Chinon                                           | Chinon, Vienne et Loire                 |
| 37005      | 37800        | Antogny-le-Tillac                | 492                              | 17,31         | 28               | Sainte-Maure-de-Touraine                                                                                           | Chinon                                           | Touraine Val de Vienne                  |
| 37006      | 37260        | Artannes-sur-Indre               | 2782                             | 20,97         | 133              | Monts Montbazon | Tours                                            | Touraine Vallée de l’Indre              |
| 37007      | 37120        | Assay                            | 173                              | 14,53         | 12               | Sainte-Maure-de-Touraine Richelieu                                                                                 | Chinon                                           | Touraine Val de Vienne                  |
| 37008      | 37270        | Athée-sur-Cher                   | 2848                             | 34,47         | 83               | Bléré | Loches Tours                                     | Autour de Chenonceaux Bléré-Val de Cher |
| 37009      | 37110        | Autrèche                         | 419                              | 20,72         | 20               | Château-Renault | Loches Tours                                     | Castelrenaudais                         |
| 37010      | 37110        | Auzouer-en-Touraine              | 2172                             | 34,05         | 64               | Château-Renault | Loches Tours                                     | Castelrenaudais                         |
| 37011      | 37420        | Avoine                           | 1994                             | 12,58         | 159              | Chinon | Chinon                                           | Chinon, Vienne et Loire                 |
| 37012      | 37220        | Avon-les-Roches                  | 539                              | 33,28         | 16               | Sainte-Maure-de-Touraine L’Île-Bouchard                                                                            | Chinon                                           | Touraine Val de Vienne                  |
| 37013      | 37340        | Avrillé-les-Ponceaux             | 475                              | 32,80         | 14               | Langeais | Chinon                                           | Touraine Ouest Val de Loire             |
| 37014      | 37190        | Azay-le-Rideau                   | 3415                             | 27,34         | 125              | Chinon Azay-le-Rideau                                                                                              | Tours Chinon                                     | Touraine Vallée de l’Indre              |
| 37015      | 37270        | Azay-sur-Cher                    | 3127                             | 22,85         | 137              | Bléré | Tours                                            | Touraine Est Vallées                    |
| 37016      | 37310        | Azay-sur-Indre                   | 363                              | 13,89         | 26               | Loches | Loches                                           | Loches Sud Touraine                     |
| 37018      | 37510        | Ballan-Miré                      | 8347                             | 26,16         | 319              | Ballan-Miré | Tours                                            | Tours Métropole Val de Loire            |
| 37019      | 37350        | Barrou                           | 480                              | 30,71         | 16               | Descartes Le Grand-Pressigny                                                                                       | Loches                                           | Loches Sud Touraine                     |
| 37020      | 37600        | Beaulieu-lès-Loches              | 1746                             | 3,88          | 450              | Loches | Loches                                           | Loches Sud Touraine                     |
| 37022      | 37420        | Beaumont-en-Véron                | 2719                             | 18,83         | 144              | Chinon | Chinon                                           | Chinon, Vienne et Loire                 |
| 37021      | 37360, 37370 | Beaumont-Louestault              | 1788                             | 55,49         | 32               | Château-Renault Neuillé-Pont-Pierre                                                                                | Chinon Tours                                     | Gâtine-Racan                            |
| 37023      | 37460        | Beaumont-Village                 | 240                              | 19,25         | 12               | Loches Montrésor                                                                                                   | Loches                                           | Loches Sud Touraine                     |
| 37024      | 37140        | Benais                           | 948                              | 20,08         | 47               | Langeais Bourgueil                                                                                                 | Chinon                                           | Touraine Ouest Val de Loire             |
| 37025      | 37510        | Berthenay                        | 699                              | 7,24          | 97               | Ballan-Miré | Tours                                            | Tours Métropole Val de Loire            |
| 37026      | 37600        | Betz-le-Château                  | 508                              | 46,88         | 11               | Descartes Le Grand-Pressigny                                                                                       | Loches                                           | Loches Sud Touraine                     |
| 37027      | 37150        | Bléré                            | 5340                             | 30,80         | 173              | Bléré | Loches Tours                                     | Autour de Chenonceaux Bléré-Val de Cher |
| 37028      | 37290        | Bossay-sur-Claise                | 729                              | 65,56         | 11               | Descartes Preuilly-sur-Claise                                                                                      | Loches                                           | Loches Sud Touraine                     |
| 37029      | 37240        | Bossée                           | 325                              | 19,01         | 17               | Descartes Ligueil                                                                                                  | Loches                                           | Loches Sud Touraine                     |
| 37031      | 37140        | Bourgueil                        | 3648                             | 32,95         | 111              | Langeais Bourgueil                                                                                                 | Chinon                                           | Touraine Ouest Val de Loire             |
| 37032      | 37240        | Bournan                          | 282                              | 14,67         | 19               | Descartes Ligueil                                                                                                  | Loches                                           | Loches Sud Touraine                     |
| 37033      | 37290        | Boussay                          | 226                              | 27,54         | 8                | Descartes Preuilly-sur-Claise                                                                                      | Loches                                           | Loches Sud Touraine                     |
| 37034      | 37120        | Braslou                          | 320                              | 15,79         | 20               | Sainte-Maure-de-Touraine Richelieu                                                                                 | Chinon                                           | Touraine Val de Vienne                  |
| 37035      | 37120        | Braye-sous-Faye                  | 281                              | 15,67         | 18               | Sainte-Maure-de-Touraine Richelieu                                                                                 | Chinon                                           | Touraine Val de Vienne                  |
| 37036      | 37330        | Braye-sur-Maulne                 | 201                              | 11,84         | 17               | Langeais Château-la-Vallière                                                                                       | Chinon Tours                                     | Touraine Ouest Val de Loire             |
| 37037      | 37330        | Brèches                          | 222                              | 11,63         | 19               | Langeais Château-la-Vallière                                                                                       | Chinon Tours                                     | Touraine Ouest Val de Loire             |
| 37038      | 37130        | Bréhémont                        | 728                              | 12,71         | 57               | Chinon Azay-le-Rideau                                                                                              | Tours Chinon                                     | Touraine Vallée de l’Indre              |
| 37039      | 37600        | Bridoré                          | 489                              | 14,54         | 34               | Loches | Loches                                           | Loches Sud Touraine                     |
| 37040      | 37220        | Brizay                           | 253                              | 14,27         | 18               | Sainte-Maure-de-Touraine L’Île-Bouchard                                                                            | Chinon                                           | Touraine Val de Vienne                  |
| 37041      | 37370        | Bueil-en-Touraine                | 325                              | 18,06         | 18               | Château-Renault Neuvy-le-Roi                                                                                       | Chinon Tours                                     | Gâtine-Racan                            |
| 37042      | 37500        | Candes-Saint-Martin              | 182                              | 5,77          | 32               | Chinon | Chinon                                           | Chinon, Vienne et Loire                 |
| 37043      | 37530        | Cangey                           | 1030                             | 22,98         | 45               | Amboise | Loches Tours                                     | Val d’Amboise                           |
| 37046      | 37460        | Céré-la-Ronde                    | 424                              | 49,20         | 9                | Bléré | Loches Tours                                     | Autour de Chenonceaux Bléré-Val de Cher |
| 37047      | 37390        | Cerelles                         | 1247                             | 12,30         | 101              | Château-Renault Neuillé-Pont-Pierre                                                                                | Chinon Tours                                     | Gâtine-Racan                            |
| 37048      | 37290        | Chambon                          | 317                              | 17,88         | 18               | Descartes Preuilly-sur-Claise                                                                                      | Loches                                           | Loches Sud Touraine                     |
| 37049      | 37310        | Chambourg-sur-Indre              | 1235                             | 28,39         | 44               | Loches | Loches                                           | Loches Sud Touraine                     |
| 37050      | 37170        | Chambray-lès-Tours               | 11.877                           | 19,40         | 612              | Montlouis-sur-Loire Chambray-lès-Tours                                                                             | Tours                                            | Tours Métropole Val de Loire            |
| 37051      | 37120        | Champigny-sur-Veude              | 813                              | 16,18         | 50               | Sainte-Maure-de-Touraine Richelieu                                                                                 | Chinon                                           | Touraine Val de Vienne                  |
| 37052      | 37210        | Chançay                          | 1123                             | 15,04         | 75               | Vouvray | Tours                                            | Touraine Est Vallées                    |
| 37053      | 37600        | Chanceaux-près-Loches            | 113                              | 14,58         | 8                | Loches | Loches                                           | Loches Sud Touraine                     |
| 37054      | 37390        | Chanceaux-sur-Choisille          | 3509                             | 18,47         | 190              | Vouvray | Tours                                            | Tours Métropole Val de Loire            |
| 37055      | 37330        | Channay-sur-Lathan               | 809                              | 28,71         | 28               | Langeais Château-la-Vallière                                                                                       | Chinon Tours                                     | Touraine Ouest Val de Loire             |
| 37059      | 37390        | Charentilly                      | 1385                             | 14,13         | 98               | Château-Renault Neuillé-Pont-Pierre                                                                                | Chinon Tours                                     | Gâtine-Racan                            |
| 37060      | 37530        | Chargé                           | 1352                             | 8,46          | 160              | Amboise | Loches Tours                                     | Val d’Amboise                           |
| 37061      | 37290        | Charnizay                        | 468                              | 51,71         | 9                | Descartes Preuilly-sur-Claise                                                                                      | Loches                                           | Loches Sud Touraine                     |
| 37062      | 37330        | Château-la-Vallière              | 1734                             | 21,94         | 79               | Langeais Château-la-Vallière                                                                                       | Chinon Tours                                     | Touraine Ouest Val de Loire             |
| 37063      | 37110        | Château-Renault                  | 4560                             | 3,51          | 1299             | Château-Renault | Loches Tours                                     | Castelrenaudais                         |
| 37064      | 37350        | Chaumussay                       | 204                              | 19,15         | 11               | Descartes Preuilly-sur-Claise                                                                                      | Loches                                           | Loches Sud Touraine                     |
| 37065      | 37120        | Chaveignes                       | 562                              | 21,34         | 26               | Sainte-Maure-de-Touraine Richelieu                                                                                 | Chinon                                           | Touraine Val de Vienne                  |
| 37066      | 37310        | Chédigny                         | 560                              | 23,17         | 24               | Loches | Loches                                           | Loches Sud Touraine                     |
| 37067      | 37190        | Cheillé                          | 1859                             | 46,26         | 40               | Chinon Azay-le-Rideau                                                                                              | Tours Chinon                                     | Touraine Vallée de l’Indre              |
| 37068      | 37370        | Chemillé-sur-Dême                | 707                              | 33,54         | 21               | Château-Renault Neuvy-le-Roi                                                                                       | Chinon Tours                                     | Gâtine-Racan                            |
| 37069      | 37460        | Chemillé-sur-Indrois             | 230                              | 24,87         | 9                | Loches Montrésor                                                                                                   | Loches                                           | Loches Sud Touraine                     |
| 37070      | 37150        | Chenonceaux                      | 334                              | 4,33          | 77               | Bléré | Loches Tours                                     | Autour de Chenonceaux Bléré-Val de Cher |
| 37071      | 37220        | Chezelles                        | 130                              | 15,17         | 9                | Sainte-Maure-de-Touraine L’Île-Bouchard                                                                            | Chinon                                           | Touraine Val de Vienne                  |
| 37072      | 37500        | Chinon                           | 8121                             | 39,02         | 208              | Chinon | Chinon                                           | Chinon, Vienne et Loire                 |
| 37073      | 37150        | Chisseaux                        | 590                              | 11,80         | 50               | Bléré | Loches Tours                                     | Autour de Chenonceaux Bléré-Val de Cher |
| 37074      | 37140        | Chouzé-sur-Loire                 | 2150                             | 28,04         | 77               | Langeais Bourgueil                                                                                                 | Chinon                                           | Chinon, Vienne et Loire                 |
| 37075      | 37310        | Cigogné                          | 462                              | 21,79         | 21               | Bléré | Loches Tours                                     | Autour de Chenonceaux Bléré-Val de Cher |
| 37076      | 37500        | Cinais                           | 378                              | 8,77          | 43               | Chinon | Chinon                                           | Chinon, Vienne et Loire                 |
| 37077      | 37130        | Cinq-Mars-la-Pile                | 3943                             | 20,11         | 196              | Langeais | Chinon                                           | Touraine Ouest Val de Loire             |
| 37078      | 37240        | Ciran                            | 428                              | 13,86         | 31               | Descartes Ligueil                                                                                                  | Loches                                           | Loches Sud Touraine                     |
| 37079      | 37150        | Civray-de-Touraine               | 1828                             | 22,88         | 80               | Bléré | Loches Tours                                     | Autour de Chenonceaux Bléré-Val de Cher |
| 37080      | 37160        | Civray-sur-Esves                 | 213                              | 13,29         | 16               | Descartes | Loches                                           | Loches Sud Touraine                     |
| 37081      | 37340        | Cléré-les-Pins                   | 1398                             | 35,62         | 39               | Langeais | Chinon                                           | Touraine Ouest Val de Loire             |
| 37082      | 37340        | Continvoir                       | 467                              | 41,19         | 11               | Langeais Bourgueil                                                                                                 | Chinon                                           | Touraine Ouest Val de Loire             |
| 37083      | 37320        | Cormery                          | 1860                             | 6,07          | 306              | Bléré Chambray-lès-Tours                                                                                           | Loches Tours                                     | Loches Sud Touraine                     |
| 37232      | 37130, 37140 | Coteaux-sur-Loire                | 1872                             | 44,15         | 42               | Langeais | Chinon                                           | Touraine Ouest Val de Loire             |
| 37084      | 37330        | Couesmes                         | 556                              | 19,12         | 29               | Langeais Château-la-Vallière                                                                                       | Chinon Tours                                     | Touraine Ouest Val de Loire             |
| 37085      | 37310        | Courçay                          | 796                              | 24,77         | 32               | Bléré | Loches Tours                                     | Autour de Chenonceaux Bléré-Val de Cher |
| 37086      | 37330        | Courcelles-de-Touraine           | 480                              | 25,71         | 19               | Langeais Château-la-Vallière                                                                                       | Chinon Tours                                     | Touraine Ouest Val de Loire             |
| 37087      | 37120        | Courcoué                         | 237                              | 15,66         | 15               | Sainte-Maure-de-Touraine Richelieu                                                                                 | Chinon                                           | Touraine Val de Vienne                  |
| 37088      | 37500        | Couziers                         | 117                              | 12,05         | 10               | Chinon | Chinon                                           | Chinon, Vienne et Loire                 |
| 37089      | 37500        | Cravant-les-Côteaux              | 680                              | 38,21         | 18               | Sainte-Maure-de-Touraine L’Île-Bouchard                                                                            | Chinon                                           | Chinon, Vienne et Loire                 |
| 37090      | 37220        | Crissay-sur-Manse                | 113                              | 7,50          | 15               | Sainte-Maure-de-Touraine L’Île-Bouchard                                                                            | Chinon                                           | Touraine Val de Vienne                  |
| 37092      | 37380        | Crotelles                        | 651                              | 15,89         | 41               | Château-Renault | Loches Tours                                     | Castelrenaudais                         |
| 37093      | 37220        | Crouzilles                       | 530                              | 14,54         | 36               | Sainte-Maure-de-Touraine L’Île-Bouchard                                                                            | Chinon                                           | Touraine Val de Vienne                  |
| 37094      | 37240        | Cussay                           | 567                              | 25,81         | 22               | Descartes | Loches                                           | Loches Sud Touraine                     |
| 37095      | 37110        | Dame-Marie-les-Bois              | 338                              | 8,91          | 38               | Château-Renault | Loches Tours                                     | Castelrenaudais                         |
| 37115      | 37160        | Descartes                        | 3289                             | 38,08         | 86               | Descartes | Loches                                           | Loches Sud Touraine                     |
| 37096      | 37150        | Dierre                           | 637                              | 10,27         | 62               | Bléré | Loches Tours                                     | Autour de Chenonceaux Bléré-Val de Cher |
| 37097      | 37310        | Dolus-le-Sec                     | 657                              | 27,27         | 24               | Loches | Loches                                           | Loches Sud Touraine                     |
| 37098      | 37800        | Draché                           | 700                              | 18,51         | 38               | Descartes | Loches                                           | Loches Sud Touraine                     |
| 37099      | 37190        | Druye                            | 999                              | 22,87         | 44               | Ballan-Miré | Tours                                            | Tours Métropole Val de Loire            |
| 37100      | 37150        | Épeigné-les-Bois                 | 400                              | 14,52         | 28               | Bléré | Loches Tours                                     | Autour de Chenonceaux Bléré-Val de Cher |
| 37101      | 37370        | Épeigné-sur-Dême                 | 159                              | 21,08         | 8                | Château-Renault Neuvy-le-Roi                                                                                       | Chinon Tours                                     | Gâtine-Racan                            |
| 37103      | 37240        | Esves-le-Moutier                 | 154                              | 10,53         | 15               | Descartes Ligueil                                                                                                  | Loches                                           | Loches Sud Touraine                     |
| 37104      | 37320        | Esvres                           | 6264                             | 35,85         | 175              | Monts Chambray-lès-Tours                                                                                           | Tours                                            | Touraine Vallée de l’Indre              |
| 37105      | 37120        | Faye-la-Vineuse                  | 272                              | 17,55         | 15               | Sainte-Maure-de-Touraine Richelieu                                                                                 | Chinon                                           | Touraine Val de Vienne                  |
| 37107      | 37350        | Ferrière-Larçon                  | 239                              | 20,87         | 11               | Descartes Le Grand-Pressigny                                                                                       | Loches                                           | Loches Sud Touraine                     |
| 37108      | 37600        | Ferrière-sur-Beaulieu            | 707                              | 19,63         | 36               | Loches | Loches                                           | Loches Sud Touraine                     |
| 37109      | 37230        | Fondettes                        | 10.917                           | 31,83         | 343              | Saint-Cyr-sur-Loire Luynes                                                                                         | Tours                                            | Tours Métropole Val de Loire            |
| 37110      | 37150        | Francueil                        | 1453                             | 12,91         | 113              | Bléré | Loches Tours                                     | Autour de Chenonceaux Bléré-Val de Cher |
| 37111      | 37460        | Genillé                          | 1508                             | 63,12         | 24               | Loches Montrésor                                                                                                   | Loches                                           | Loches Sud Touraine                     |
| 37112      | 37340        | Gizeux                           | 377                              | 21,06         | 18               | Langeais Bourgueil                                                                                                 | Chinon                                           | Touraine Ouest Val de Loire             |
| 37117      | 37340        | Hommes                           | 867                              | 29,59         | 29               | Langeais Château-la-Vallière                                                                                       | Chinon                                           | Touraine Ouest Val de Loire             |
| 37118      | 37420        | Huismes                          | 1446                             | 23,82         | 61               | Chinon | Chinon                                           | Chinon, Vienne et Loire                 |
| 37121      | 37120        | Jaulnay                          | 244                              | 14,76         | 17               | Sainte-Maure-de-Touraine Richelieu                                                                                 | Chinon                                           | Touraine Val de Vienne                  |
| 37122      | 37300        | Joué-lès-Tours                   | 38.432                           | 32,41         | 1186             | Joué-lès-Tours Joué-lès-Tours-Nord Joué-lès-Tours-Sud                                                              | Tours                                            | Tours Métropole Val de Loire            |
| 37119      | 37220        | L’Île-Bouchard                   | 1590                             | 3,48          | 457              | Sainte-Maure-de-Touraine L’Île-Bouchard                                                                            | Chinon                                           | Touraine Val de Vienne                  |
| 37044      | 37350        | La Celle-Guenand                 | 381                              | 36,70         | 10               | Descartes Le Grand-Pressigny                                                                                       | Loches                                           | Loches Sud Touraine                     |
| 37045      | 37160        | La Celle-Saint-Avant             | 1059                             | 17,80         | 59               | Descartes | Loches                                           | Loches Sud Touraine                     |
| 37056      | 37130        | La Chapelle-aux-Naux             | 558                              | 5,25          | 106              | Chinon Azay-le-Rideau                                                                                              | Tours Chinon                                     | Touraine Vallée de l’Indre              |
| 37057      | 37240        | La Chapelle-Blanche-Saint-Martin | 691                              | 28,50         | 24               | Descartes Ligueil                                                                                                  | Loches                                           | Loches Sud Touraine                     |
| 37058      | 37140        | La Chapelle-sur-Loire            | 1472                             | 19,17         | 77               | Langeais Bourgueil                                                                                                 | Chinon                                           | Touraine Ouest Val de Loire             |
| 37091      | 37150        | La Croix-en-Touraine             | 2484                             | 15,04         | 165              | Bléré | Loches Tours                                     | Autour de Chenonceaux Bléré-Val de Cher |
| 37106      | 37110        | La Ferrière                      | 312                              | 15,76         | 20               | Château-Renault | Loches Tours                                     | Castelrenaudais                         |
| 37114      | 37350        | La Guerche                       | 175                              | 5,27          | 33               | Descartes Le Grand-Pressigny                                                                                       | Loches                                           | Loches Sud Touraine                     |
| 37151      | 37390        | La Membrolle-sur-Choisille       | 3270                             | 6,87          | 476              | Saint-Cyr-sur-Loire Luynes                                                                                         | Tours                                            | Tours Métropole Val de Loire            |
| 37195      | 37520        | La Riche                         | 10.349                           | 8,17          | 1267             | Ballan-Miré | Tours                                            | Tours Métropole Val de Loire            |
| 37202      | 37500        | La Roche-Clermault               | 546                              | 18,03         | 30               | Chinon | Chinon                                           | Chinon, Vienne et Loire                 |
| 37260      | 37120        | La Tour-Saint-Gelin              | 502                              | 13,45         | 37               | Sainte-Maure-de-Touraine Richelieu                                                                                 | Chinon                                           | Touraine Val de Vienne                  |
| 37273      | 37700        | La Ville-aux-Dames               | 5575                             | 8,00          | 697              | Montlouis-sur-Loire                                                                                                | Tours                                            | Touraine Est Vallées                    |
| 37123      | 37130        | Langeais                         | 4370                             | 64,55         | 68               | Langeais | Chinon                                           | Touraine Ouest Val de Loire             |
| 37124      | 37270        | Larçay                           | 2577                             | 11,19         | 230              | Montlouis-sur-Loire                                                                                                | Tours                                            | Touraine Est Vallées                    |
| 37030      | 37110        | Le Boulay                        | 813                              | 20,10         | 40               | Château-Renault | Loches Tours                                     | Castelrenaudais                         |
| 37113      | 37350        | Le Grand-Pressigny               | 879                              | 39,55         | 22               | Descartes Le Grand-Pressigny                                                                                       | Loches                                           | Loches Sud Touraine                     |
| 37127      | 37460        | Le Liège                         | 326                              | 11,15         | 29               | Loches Montrésor                                                                                                   | Loches                                           | Loches Sud Touraine                     |
| 37136      | 37240        | Le Louroux                       | 531                              | 28,87         | 18               | Descartes Ligueil                                                                                                  | Loches                                           | Loches Sud Touraine                     |
| 37184      | 37350        | Le Petit-Pressigny               | 307                              | 32,05         | 10               | Descartes Le Grand-Pressigny                                                                                       | Loches                                           | Loches Sud Touraine                     |
| 37125      | 37120        | Lémeré                           | 414                              | 19,83         | 21               | Sainte-Maure-de-Touraine Richelieu                                                                                 | Chinon                                           | Touraine Val de Vienne                  |
| 37126      | 37500        | Lerné                            | 347                              | 16,36         | 21               | Chinon | Chinon                                           | Chinon, Vienne et Loire                 |
| 37116      | 37110        | Les Hermites                     | 573                              | 32,60         | 18               | Château-Renault | Loches Tours                                     | Castelrenaudais                         |
| 37128      | 37130        | Lignières-de-Touraine            | 1319                             | 10,00         | 132              | Chinon Azay-le-Rideau                                                                                              | Tours Chinon                                     | Touraine Vallée de l’Indre              |
| 37129      | 37500        | Ligré                            | 1070                             | 27,70         | 39               | Sainte-Maure-de-Touraine Richelieu                                                                                 | Chinon                                           | Touraine Val de Vienne                  |
| 37130      | 37240        | Ligueil                          | 2113                             | 29,72         | 71               | Descartes Ligueil                                                                                                  | Loches                                           | Loches Sud Touraine                     |
| 37131      | 37530        | Limeray                          | 1261                             | 14,39         | 88               | Amboise | Loches Tours                                     | Val d’Amboise                           |
| 37132      | 37600        | Loches                           | 6233                             | 27,06         | 230              | Loches | Loches                                           | Loches Sud Touraine                     |
| 37133      | 37460        | Loché-sur-Indrois                | 472                              | 74,13         | 6                | Loches Montrésor                                                                                                   | Loches                                           | Loches Sud Touraine                     |
| 37134      | 37320        | Louans                           | 713                              | 18,02         | 40               | Descartes Ligueil                                                                                                  | Loches                                           | Loches Sud Touraine                     |
| 37137      | 37330        | Lublé                            | 140                              | 12,60         | 11               | Langeais Château-la-Vallière                                                                                       | Chinon Tours                                     | Touraine Ouest Val de Loire             |
| 37138      | 37400        | Lussault-sur-Loire               | 890                              | 9,36          | 95               | Amboise | Loches Tours                                     | Val d’Amboise                           |
| 37139      | 37230        | Luynes                           | 5081                             | 34,01         | 149              | Saint-Cyr-sur-Loire Luynes                                                                                         | Tours                                            | Tours Métropole Val de Loire            |
| 37140      | 37120        | Luzé                             | 274                              | 20,30         | 13               | Sainte-Maure-de-Touraine Richelieu                                                                                 | Chinon                                           | Touraine Val de Vienne                  |
| 37141      | 37150        | Luzillé                          | 983                              | 40,68         | 24               | Bléré | Loches Tours                                     | Autour de Chenonceaux Bléré-Val de Cher |
| 37142      | 37800        | Maillé                           | 559                              | 15,67         | 36               | Sainte-Maure-de-Touraine                                                                                           | Chinon                                           | Touraine Val de Vienne                  |
| 37143      | 37240        | Manthelan                        | 1377                             | 39,58         | 35               | Descartes Ligueil                                                                                                  | Loches                                           | Loches Sud Touraine                     |
| 37144      | 37500        | Marçay                           | 487                              | 21,35         | 23               | Chinon | Chinon                                           | Chinon, Vienne et Loire                 |
| 37145      | 37160        | Marcé-sur-Esves                  | 251                              | 10,99         | 23               | Descartes | Loches                                           | Loches Sud Touraine                     |
| 37146      | 37330        | Marcilly-sur-Maulne              | 216                              | 14,60         | 15               | Langeais Château-la-Vallière                                                                                       | Chinon Tours                                     | Touraine Ouest Val de Loire             |
| 37147      | 37800        | Marcilly-sur-Vienne              | 556                              | 10,99         | 51               | Sainte-Maure-de-Touraine                                                                                           | Chinon                                           | Touraine Val de Vienne                  |
| 37148      | 37120        | Marigny-Marmande                 | 605                              | 30,83         | 20               | Sainte-Maure-de-Touraine Richelieu                                                                                 | Chinon                                           | Touraine Val de Vienne                  |
| 37149      | 37370        | Marray                           | 489                              | 23,81         | 21               | Château-Renault Neuvy-le-Roi                                                                                       | Chinon Tours                                     | Gâtine-Racan                            |
| 37150      | 37130        | Mazières-de-Touraine             | 1463                             | 34,18         | 43               | Langeais | Chinon                                           | Touraine Ouest Val de Loire             |
| 37152      | 37390        | Mettray                          | 2079                             | 10,34         | 201              | Vouvray Luynes | Tours                                            | Tours Métropole Val de Loire            |
| 37153      | 37380        | Monnaie                          | 4785                             | 39,42         | 121              | Vouvray | Tours                                            | Touraine Est Vallées                    |
| 37154      | 37250        | Montbazon                        | 4839                             | 6,50          | 744              | Monts Montbazon | Tours                                            | Touraine Vallée de l’Indre              |
| 37155      | 37110        | Monthodon                        | 643                              | 33,91         | 19               | Château-Renault | Loches Tours                                     | Castelrenaudais                         |
| 37156      | 37270        | Montlouis-sur-Loire              | 11.261                           | 24,55         | 459              | Montlouis-sur-Loire                                                                                                | Tours                                            | Touraine Est Vallées                    |
| 37157      | 37460        | Montrésor                        | 313                              | 0,98          | 319              | Loches Montrésor                                                                                                   | Loches                                           | Loches Sud Touraine                     |
| 37158      | 37530        | Montreuil-en-Touraine            | 750                              | 25,09         | 30               | Amboise | Loches Tours                                     | Val d’Amboise                           |
| 37159      | 37260        | Monts                            | 8031                             | 27,28         | 294              | Monts Montbazon | Tours                                            | Touraine Vallée de l’Indre              |
| 37160      | 37110        | Morand                           | 348                              | 14,62         | 24               | Château-Renault | Loches Tours                                     | Castelrenaudais                         |
| 37161      | 37530        | Mosnes                           | 815                              | 14,50         | 56               | Amboise | Loches Tours                                     | Val d’Amboise                           |
| 37162      | 37600        | Mouzay                           | 462                              | 23,71         | 19               | Descartes Ligueil                                                                                                  | Loches                                           | Loches Sud Touraine                     |
| 37163      | 37530        | Nazelles-Négron                  | 3682                             | 22,32         | 165              | Amboise | Loches Tours                                     | Val d’Amboise                           |
| 37165      | 37190        | Neuil                            | 424                              | 18,82         | 23               | Sainte-Maure-de-Touraine                                                                                           | Chinon                                           | Touraine Val de Vienne                  |
| 37166      | 37380        | Neuillé-le-Lierre                | 763                              | 16,63         | 46               | Amboise Vouvray | Loches Tours                                     | Val d’Amboise                           |
| 37167      | 37360        | Neuillé-Pont-Pierre              | 2238                             | 39,00         | 57               | Château-Renault Neuillé-Pont-Pierre                                                                                | Chinon Tours                                     | Gâtine-Racan                            |
| 37168      | 37160        | Neuilly-le-Brignon               | 287                              | 22,00         | 13               | Descartes | Loches                                           | Loches Sud Touraine                     |
| 37169      | 37110        | Neuville-sur-Brenne              | 890                              | 6,89          | 129              | Château-Renault | Loches Tours                                     | Castelrenaudais                         |
| 37170      | 37370        | Neuvy-le-Roi                     | 1061                             | 47,50         | 22               | Château-Renault Neuvy-le-Roi                                                                                       | Chinon Tours                                     | Gâtine-Racan                            |
| 37171      | 37210        | Noizay                           | 1142                             | 17,47         | 65               | Amboise Vouvray | Loches Tours                                     | Val d’Amboise                           |
| 37172      | 37390        | Notre-Dame-d’Oé                  | 4358                             | 7,73          | 564              | Vouvray | Tours                                            | Tours Métropole Val de Loire            |
| 37173      | 37460        | Nouans-les-Fontaines             | 669                              | 63,31         | 11               | Loches Montrésor                                                                                                   | Loches                                           | Loches Sud Touraine                     |
| 37174      | 37800        | Nouâtre                          | 798                              | 9,65          | 83               | Sainte-Maure-de-Touraine                                                                                           | Chinon                                           | Touraine Val de Vienne                  |
| 37175      | 37380        | Nouzilly                         | 1236                             | 40,24         | 31               | Château-Renault | Loches Tours                                     | Castelrenaudais                         |
| 37176      | 37800        | Noyant-de-Touraine               | 1170                             | 13,74         | 85               | Sainte-Maure-de-Touraine                                                                                           | Chinon                                           | Touraine Val de Vienne                  |
| 37177      | 37460        | Orbigny                          | 711                              | 65,88         | 11               | Loches Montrésor                                                                                                   | Loches                                           | Loches Sud Touraine                     |
| 37178      | 37220        | Panzoult                         | 599                              | 34,61         | 17               | Sainte-Maure-de-Touraine L’Île-Bouchard                                                                            | Chinon                                           | Touraine Val de Vienne                  |
| 37179      | 37210        | Parçay-Meslay                    | 2574                             | 14,07         | 183              | Vouvray | Tours                                            | Tours Métropole Val de Loire            |
| 37180      | 37220        | Parçay-sur-Vienne                | 621                              | 18,74         | 33               | Sainte-Maure-de-Touraine L’Île-Bouchard                                                                            | Chinon                                           | Touraine Val de Vienne                  |
| 37181      | 37350        | Paulmy                           | 238                              | 25,97         | 9                | Descartes Le Grand-Pressigny                                                                                       | Loches                                           | Loches Sud Touraine                     |
| 37182      | 37230        | Pernay                           | 1556                             | 17,61         | 88               | Château-Renault Neuillé-Pont-Pierre                                                                                | Chinon Tours                                     | Gâtine-Racan                            |
| 37183      | 37600        | Perrusson                        | 1417                             | 28,94         | 49               | Loches | Loches                                           | Loches Sud Touraine                     |
| 37185      | 37530        | Pocé-sur-Cisse                   | 1760                             | 10,61         | 166              | Amboise | Loches Tours                                     | Val d’Amboise                           |
| 37186      | 37260        | Pont-de-Ruan                     | 1214                             | 5,74          | 211              | Monts Montbazon | Tours                                            | Touraine Vallée de l’Indre              |
| 37187      | 37800        | Ports-sur-Vienne                 | 353                              | 11,01         | 32               | Sainte-Maure-de-Touraine                                                                                           | Chinon                                           | Touraine Val de Vienne                  |
| 37188      | 37800        | Pouzay                           | 881                              | 14,07         | 63               | Sainte-Maure-de-Touraine                                                                                           | Chinon                                           | Touraine Val de Vienne                  |
| 37189      | 37290        | Preuilly-sur-Claise              | 1027                             | 12,00         | 86               | Descartes Preuilly-sur-Claise                                                                                      | Loches                                           | Loches Sud Touraine                     |
| 37190      | 37800        | Pussigny                         | 160                              | 8,48          | 19               | Sainte-Maure-de-Touraine                                                                                           | Chinon                                           | Touraine Val de Vienne                  |
| 37191      | 37120        | Razines                          | 221                              | 14,73         | 15               | Sainte-Maure-de-Touraine Richelieu                                                                                 | Chinon                                           | Touraine Val de Vienne                  |
| 37192      | 37310        | Reignac-sur-Indre                | 1309                             | 22,44         | 58               | Loches | Loches                                           | Loches Sud Touraine                     |
| 37193      | 37140        | Restigné                         | 1121                             | 21,31         | 53               | Langeais Bourgueil                                                                                                 | Chinon                                           | Touraine Ouest Val de Loire             |
| 37194      | 37380        | Reugny                           | 1764                             | 29,72         | 59               | Vouvray | Tours                                            | Touraine Est Vallées                    |
| 37196      | 37120        | Richelieu                        | 1620                             | 5,09          | 318              | Sainte-Maure-de-Touraine Richelieu                                                                                 | Chinon                                           | Touraine Val de Vienne                  |
| 37197      | 37420        | Rigny-Ussé                       | 526                              | 13,97         | 38               | Chinon Azay-le-Rideau                                                                                              | Tours Chinon                                     | Touraine Vallée de l’Indre              |
| 37198      | 37340        | Rillé                            | 314                              | 23,96         | 13               | Langeais Château-la-Vallière                                                                                       | Chinon Tours                                     | Touraine Ouest Val de Loire             |
| 37199      | 37220        | Rilly-sur-Vienne                 | 462                              | 13,10         | 35               | Sainte-Maure-de-Touraine L’Île-Bouchard                                                                            | Chinon                                           | Touraine Val de Vienne                  |
| 37200      | 37190        | Rivarennes                       | 988                              | 18,92         | 52               | Chinon Azay-le-Rideau                                                                                              | Tours Chinon                                     | Touraine Vallée de l’Indre              |
| 37201      | 37500        | Rivière                          | 700                              | 3,66          | 191              | Chinon | Chinon                                           | Chinon, Vienne et Loire                 |
| 37203      | 37210        | Rochecorbon                      | 3220                             | 17,09         | 188              | Vouvray | Tours                                            | Tours Métropole Val de Loire            |
| 37204      | 37360        | Rouziers-de-Touraine             | 1355                             | 18,19         | 74               | Château-Renault Neuillé-Pont-Pierre                                                                                | Chinon Tours                                     | Gâtine-Racan                            |
| 37205      | 37190        | Saché                            | 1405                             | 28,29         | 50               | Chinon Azay-le-Rideau                                                                                              | Tours Chinon                                     | Touraine Vallée de l’Indre              |
| 37206      | 37360        | Saint-Antoine-du-Rocher          | 1786                             | 24,23         | 74               | Château-Renault Neuillé-Pont-Pierre                                                                                | Chinon Tours                                     | Gâtine-Racan                            |
| 37207      | 37370        | Saint-Aubin-le-Dépeint           | 351                              | 15,19         | 23               | Château-Renault Neuvy-le-Roi                                                                                       | Chinon Tours                                     | Gâtine-Racan                            |
| 37208      | 37550        | Saint-Avertin                    | 15.075                           | 13,25         | 1138             | Saint-Pierre-des-Corps Saint-Avertin                                                                               | Tours                                            | Tours Métropole Val de Loire            |
| 37210      | 37500        | Saint-Benoît-la-Forêt            | 848                              | 35,25         | 24               | Chinon Azay-le-Rideau                                                                                              | Chinon                                           | Chinon, Vienne et Loire                 |
| 37211      | 37320        | Saint-Branchs                    | 2632                             | 51,16         | 51               | Monts Chambray-lès-Tours                                                                                           | Tours                                            | Touraine Vallée de l’Indre              |
| 37213      | 37370        | Saint-Christophe-sur-le-Nais     | 1077                             | 18,27         | 59               | Château-Renault Neuvy-le-Roi                                                                                       | Chinon Tours                                     | Gâtine-Racan                            |
| 37214      | 37540        | Saint-Cyr-sur-Loire              | 16.766                           | 13,50         | 1242             | Saint-Cyr-sur-Loire                                                                                                | Tours                                            | Tours Métropole Val de Loire            |
| 37212      | 37800        | Sainte-Catherine-de-Fierbois     | 760                              | 15,49         | 49               | Sainte-Maure-de-Touraine                                                                                           | Tours Chinon                                     | Touraine Vallée de l’Indre              |
| 37226      | 37800        | Sainte-Maure-de-Touraine         | 4118                             | 40,41         | 102              | Sainte-Maure-de-Touraine                                                                                           | Chinon                                           | Touraine Val de Vienne                  |
| 37216      | 37800        | Saint-Épain                      | 1486                             | 62,65         | 24               | Sainte-Maure-de-Touraine                                                                                           | Chinon                                           | Touraine Val de Vienne                  |
| 37217      | 37230        | Saint-Étienne-de-Chigny          | 1595                             | 21,11         | 76               | Saint-Cyr-sur-Loire Luynes                                                                                         | Tours                                            | Tours Métropole Val de Loire            |
| 37218      | 37600        | Saint-Flovier                    | 577                              | 29,22         | 20               | Descartes Le Grand-Pressigny                                                                                       | Loches                                           | Loches Sud Touraine                     |
| 37219      | 37510        | Saint-Genouph                    | 1022                             | 4,74          | 216              | Ballan-Miré | Tours                                            | Tours Métropole Val de Loire            |
| 37220      | 37500        | Saint-Germain-sur-Vienne         | 358                              | 13,36         | 27               | Chinon | Chinon                                           | Chinon, Vienne et Loire                 |
| 37221      | 37600        | Saint-Hippolyte                  | 620                              | 32,99         | 19               | Loches | Loches                                           | Loches Sud Touraine                     |
| 37222      | 37600        | Saint-Jean-Saint-Germain         | 746                              | 21,34         | 35               | Loches | Loches                                           | Loches Sud Touraine                     |
| 37223      | 37330        | Saint-Laurent-de-Lin             | 344                              | 13,86         | 25               | Langeais Château-la-Vallière                                                                                       | Chinon Tours                                     | Touraine Ouest Val de Loire             |
| 37224      | 37380        | Saint-Laurent-en-Gâtines         | 873                              | 31,62         | 28               | Château-Renault | Loches Tours                                     | Castelrenaudais                         |
| 37225      | 37270        | Saint-Martin-le-Beau             | 3193                             | 18,44         | 173              | Bléré | Loches Tours                                     | Autour de Chenonceaux Bléré-Val de Cher |
| 37228      | 37140        | Saint-Nicolas-de-Bourgueil       | 1118                             | 36,45         | 31               | Langeais Bourgueil                                                                                                 | Chinon                                           | Touraine Ouest Val de Loire             |
| 37229      | 37110        | Saint-Nicolas-des-Motets         | 241                              | 12,77         | 19               | Château-Renault | Loches Tours                                     | Castelrenaudais                         |
| 37230      | 37530        | Saint-Ouen-les-Vignes            | 975                              | 18,55         | 53               | Amboise | Loches Tours                                     | Val d’Amboise                           |
| 37231      | 37370        | Saint-Paterne-Racan              | 1697                             | 47,77         | 36               | Château-Renault Neuvy-le-Roi                                                                                       | Chinon Tours                                     | Gâtine-Racan                            |
| 37233      | 37700        | Saint-Pierre-des-Corps           | 15.698                           | 11,28         | 1392             | Saint-Pierre-des-Corps                                                                                             | Tours                                            | Tours Métropole Val de Loire            |
| 37234      | 37310        | Saint-Quentin-sur-Indrois        | 492                              | 27,23         | 18               | Loches | Loches                                           | Loches Sud Touraine                     |
| 37236      | 37530        | Saint-Règle                      | 626                              | 6,49          | 96               | Amboise | Loches Tours                                     | Val d’Amboise                           |
| 37237      | 37390        | Saint-Roch                       | 1335                             | 4,75          | 281              | Château-Renault Neuillé-Pont-Pierre                                                                                | Chinon Tours                                     | Gâtine-Racan                            |
| 37238      | 37600        | Saint-Senoch                     | 520                              | 24,08         | 22               | Loches Ligueil | Loches                                           | Loches Sud Touraine                     |
| 37240      | 37110        | Saunay                           | 643                              | 25,98         | 25               | Château-Renault | Loches Tours                                     | Castelrenaudais                         |
| 37241      | 37340        | Savigné-sur-Lathan               | 1314                             | 17,61         | 75               | Langeais Château-la-Vallière                                                                                       | Chinon Tours                                     | Touraine Ouest Val de Loire             |
| 37242      | 37420        | Savigny-en-Véron                 | 1539                             | 21,31         | 72               | Chinon | Chinon                                           | Chinon, Vienne et Loire                 |
| 37243      | 37510        | Savonnières                      | 3346                             | 16,46         | 203              | Ballan-Miré | Tours                                            | Tours Métropole Val de Loire            |
| 37244      | 37220        | Sazilly                          | 269                              | 10,57         | 25               | Sainte-Maure-de-Touraine L’Île-Bouchard                                                                            | Chinon                                           | Touraine Val de Vienne                  |
| 37245      | 37360        | Semblançay                       | 2170                             | 35,66         | 61               | Château-Renault Neuillé-Pont-Pierre                                                                                | Chinon Tours                                     | Gâtine-Racan                            |
| 37246      | 37600        | Sennevières                      | 217                              | 23,54         | 9                | Loches | Loches                                           | Loches Sud Touraine                     |
| 37247      | 37800        | Sepmes                           | 605                              | 28,59         | 21               | Descartes | Loches                                           | Loches Sud Touraine                     |
| 37248      | 37500        | Seuilly                          | 392                              | 15,73         | 25               | Chinon | Chinon                                           | Chinon, Vienne et Loire                 |
| 37249      | 37360        | Sonzay                           | 1414                             | 48,34         | 29               | Château-Renault Neuillé-Pont-Pierre                                                                                | Chinon Tours                                     | Gâtine-Racan                            |
| 37250      | 37250        | Sorigny                          | 2877                             | 43,43         | 66               | Monts Montbazon | Tours                                            | Touraine Vallée de l’Indre              |
| 37251      | 37330        | Souvigné                         | 932                              | 24,41         | 38               | Langeais Château-la-Vallière                                                                                       | Chinon Tours                                     | Touraine Ouest Val de Loire             |
| 37252      | 37530        | Souvigny-de-Touraine             | 391                              | 26,18         | 15               | Amboise | Loches Tours                                     | Val d’Amboise                           |
| 37253      | 37310        | Sublaines                        | 176                              | 14,44         | 12               | Bléré | Loches Tours                                     | Autour de Chenonceaux Bléré-Val de Cher |
| 37254      | 37310        | Tauxigny-Saint-Bauld             | 1683                             | 40,94         | 41               | Loches | Loches                                           | Loches Sud Touraine                     |
| 37255      | 37220        | Tavant                           | 267                              | 5,22          | 51               | Sainte-Maure-de-Touraine L’Île-Bouchard                                                                            | Chinon                                           | Touraine Val de Vienne                  |
| 37256      | 37220        | Theneuil                         | 289                              | 9,80          | 29               | Sainte-Maure-de-Touraine L’Île-Bouchard                                                                            | Chinon                                           | Touraine Val de Vienne                  |
| 37257      | 37260        | Thilouze                         | 1798                             | 33,75         | 53               | Chinon Azay-le-Rideau                                                                                              | Tours Chinon                                     | Touraine Vallée de l’Indre              |
| 37258      | 37500        | Thizay                           | 302                              | 6,92          | 44               | Chinon | Chinon                                           | Chinon, Vienne et Loire                 |
| 37259      | 37290        | Tournon-Saint-Pierre             | 437                              | 14,76         | 30               | Descartes Preuilly-sur-Claise                                                                                      | Loches                                           | Loches Sud Touraine                     |
| 37261      | 37000        | Tours                            | 138.668                          | 34,36         | 4036             | Tours-1 Tours-2 Tours-3 Tours-4 Tours-Centre Tours-Est Tours-Nord-Est Tours-Nord-Ouest Tours-Sud Tours-Val-du-Cher | Tours                                            | Tours Métropole Val de Loire            |
| 37262      | 37220        | Trogues                          | 289                              | 9,38          | 31               | Sainte-Maure-de-Touraine L’Île-Bouchard                                                                            | Chinon                                           | Touraine Val de Vienne                  |
| 37263      | 37320        | Truyes                           | 2430                             | 16,39         | 148              | Monts Chambray-lès-Tours                                                                                           | Tours                                            | Touraine Vallée de l’Indre              |
| 37264      | 37190        | Vallères                         | 1339                             | 14,72         | 91               | Chinon Azay-le-Rideau                                                                                              | Tours Chinon                                     | Touraine Vallée de l’Indre              |
| 37265      | 37600        | Varennes                         | 254                              | 11,07         | 23               | Descartes Ligueil                                                                                                  | Loches                                           | Loches Sud Touraine                     |
| 37266      | 37250        | Veigné                           | 6734                             | 26,58         | 253              | Monts Montbazon | Tours                                            | Touraine Vallée de l’Indre              |
| 37267      | 37270        | Véretz                           | 4682                             | 13,86         | 338              | Montlouis-sur-Loire                                                                                                | Tours                                            | Touraine Est Vallées                    |
| 37268      | 37120        | Verneuil-le-Château              | 125                              | 8,44          | 15               | Sainte-Maure-de-Touraine Richelieu                                                                                 | Chinon                                           | Touraine Val de Vienne                  |
| 37269      | 37600        | Verneuil-sur-Indre               | 467                              | 39,63         | 12               | Loches | Loches                                           | Loches Sud Touraine                     |
| 37270      | 37210        | Vernou-sur-Brenne                | 2871                             | 25,91         | 111              | Vouvray | Tours                                            | Touraine Est Vallées                    |
| 37271      | 37190        | Villaines-les-Rochers            | 1043                             | 12,47         | 84               | Chinon Azay-le-Rideau                                                                                              | Tours Chinon                                     | Touraine Vallée de l’Indre              |
| 37272      | 37510        | Villandry                        | 1138                             | 17,80         | 64               | Ballan-Miré | Tours                                            | Tours Métropole Val de Loire            |
| 37274      | 37370        | Villebourg                       | 304                              | 12,36         | 25               | Château-Renault Neuvy-le-Roi                                                                                       | Chinon Tours                                     | Gâtine-Racan                            |
| 37275      | 37460        | Villedômain                      | 127                              | 16,47         | 8                | Loches Montrésor                                                                                                   | Loches                                           | Loches Sud Touraine                     |
| 37276      | 37110        | Villedômer                       | 1299                             | 35,49         | 37               | Château-Renault | Loches Tours                                     | Castelrenaudais                         |
| 37277      | 37460        | Villeloin-Coulangé               | 584                              | 34,62         | 17               | Loches Montrésor                                                                                                   | Loches                                           | Loches Sud Touraine                     |
| 37278      | 37260        | Villeperdue                      | 1110                             | 11,95         | 93               | Monts Montbazon | Tours                                            | Touraine Vallée de l’Indre              |
| 37279      | 37330        | Villiers-au-Bouin                | 735                              | 29,83         | 25               | Langeais Château-la-Vallière                                                                                       | Chinon Tours                                     | Touraine Ouest Val de Loire             |
| 37280      | 37240        | Vou                              | 245                              | 21,95         | 11               | Descartes Ligueil                                                                                                  | Loches                                           | Loches Sud Touraine                     |
| 37281      | 37210        | Vouvray                          | 3397                             | 22,92         | 148              | Vouvray | Tours                                            | Touraine Est Vallées                    |
| 37282      | 37290        | Yzeures-sur-Creuse               | 1345                             | 55,42         | 24               | Descartes Preuilly-sur-Claise                                                                                      | Loches                                           | Loches Sud Touraine                     |

## Veränderungen im Gemeindebestand seit der landesweiten Neuordnung der Kantone

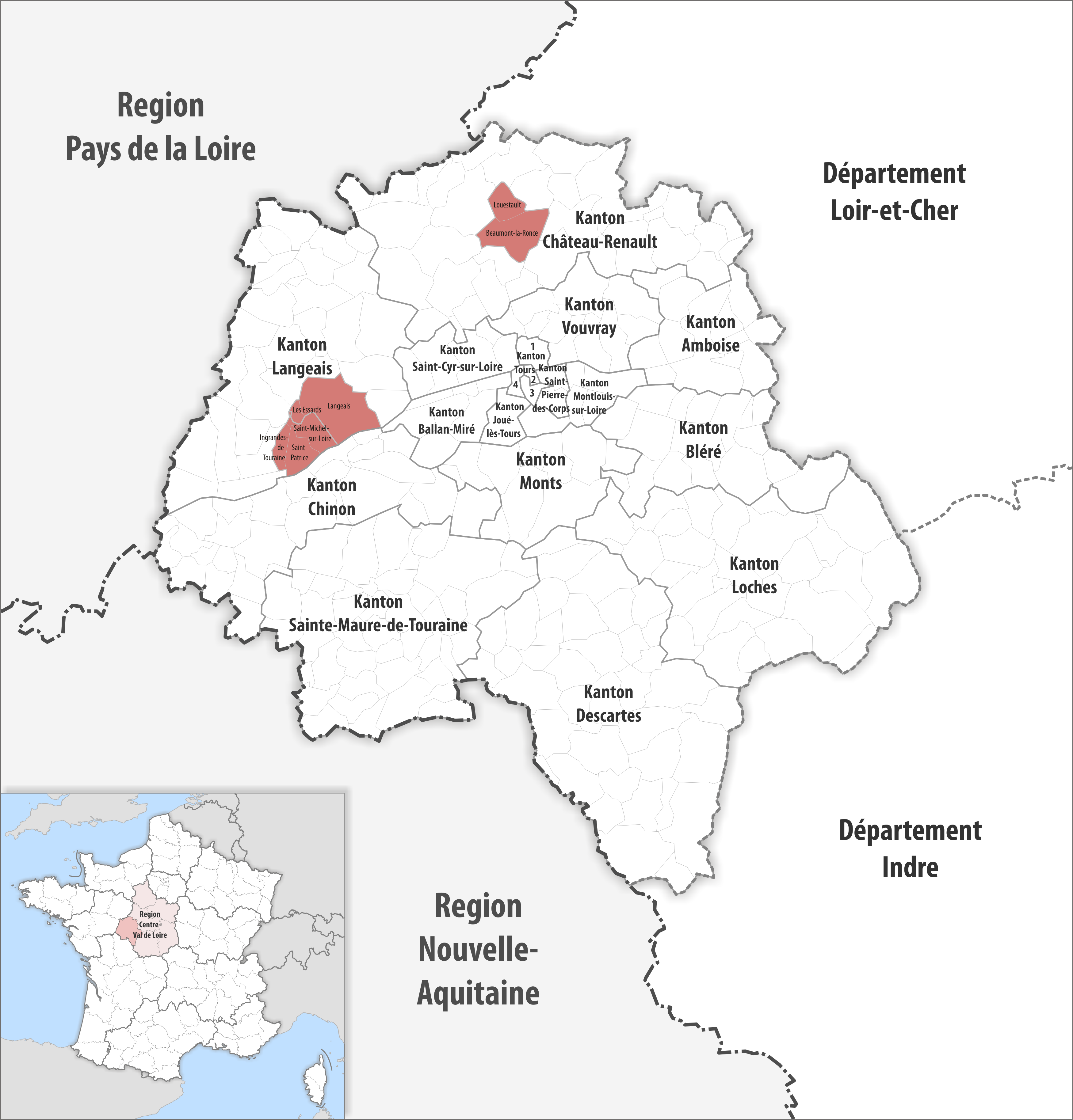
Gemeinden bis 2016
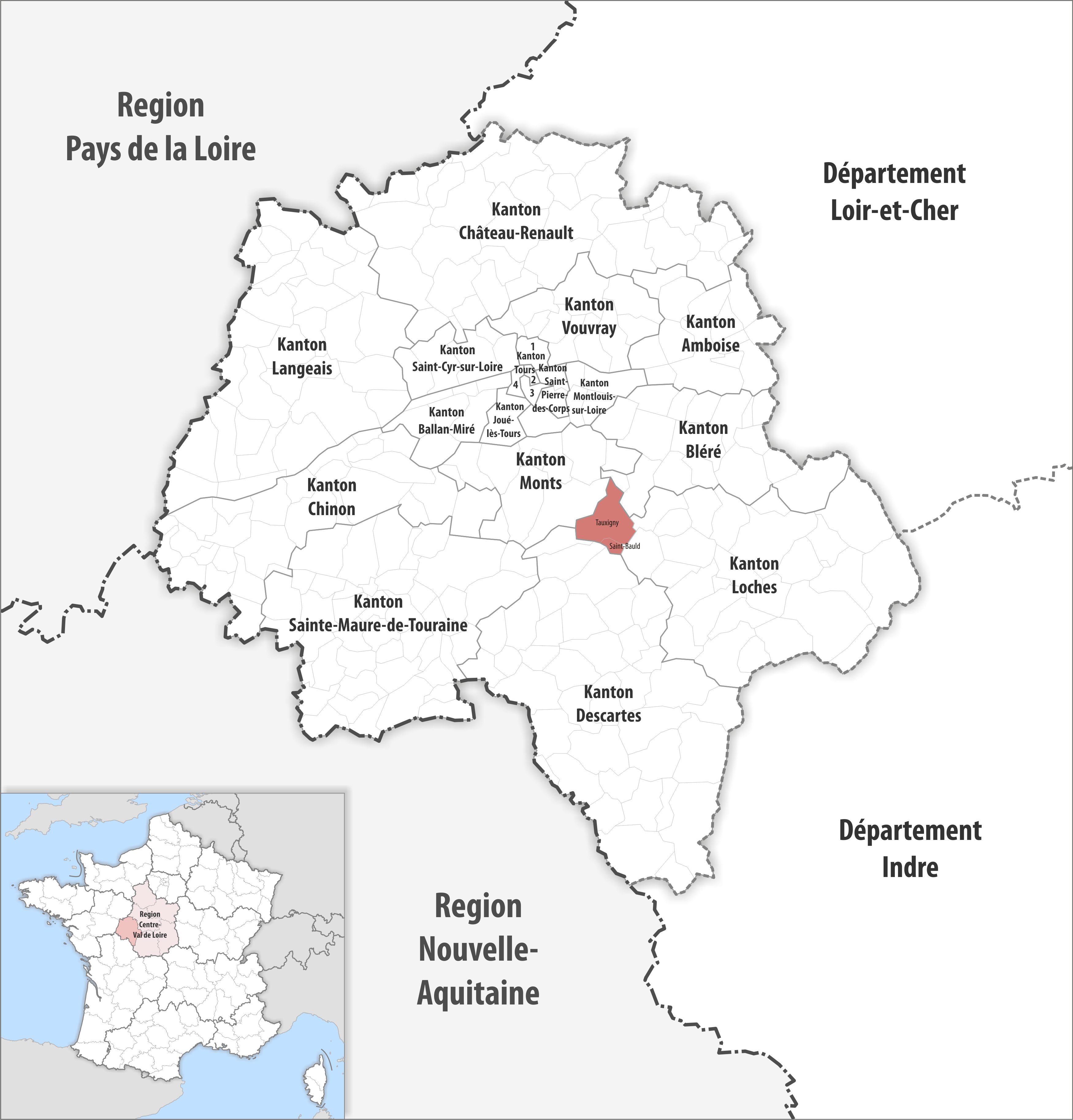
Gemeinden bis 2017

2018:
- Fusion Saint-Bauld und Tauxigny → Tauxigny-Saint-Bauld

2017: 
- Fusion Beaumont-la-Ronce und Louestault → Beaumont-Louestault
- Fusion Ingrandes-de-Touraine, Saint-Michel-sur-Loire und Saint-Patrice → Coteaux-sur-Loire
- Fusion Langeais und Les Essards → Langeais